# Домінік Джокер
Олександр Олександрович Бреславський (більше відомий як Домінік Джокер) (нар. 19 липня 1980 в Одесі) — співак, продюсер, музикант, поет, композитор, аранжувальник.
Сайт Миротворець вніс Домініка Джокера до списку порушників за ознаками злочинів проти національної безпеки України за «свідоме порушення державного кордону України, заперечення російської агресії та підтримку окупаційного режиму».

## Біографія
О.Бреславський — колишній соліст і композитор популярної на початку 2000-х років групи 2+2 (MC Апельсин), колишній соліст групи «Банда», учасник телепроєкту «Фабрика зірок», соліст та автор пісень, створеної на телепроєкті групи Банда.
Він також пише пісні для інших представників російської естради, серед них «Отпетые мошенники», ВІА Сливки, Саша, Микита Малінін, Влад Топалов та інші. При цьому Олександр нерідко сам виступає одним із солістів при записі та подальшому виконанні цих пісень.
Після розпаду групи «Банда» Домінік Джокер почав сольну кар'єру та деякий час займався продюсуванням інших музичних проєктів, був саунд-продюсером телевізійного шоу «Ти — суперстар» на каналі НТВ.
У 2009 році виходить його альбом «Реальні люди». В 2011 році він учасник телепроєкту «Фабрика зірок. Повернення».
Також у 2011 році вийшов фільм «Бій з тінню 3D: Останній раунд» в якому Домінік з'явився в якості камео — роль самого себе (фінальний бій героя фільму Артема Колчина з боксером Антоніо Куерте).
2012 — «Золотий грамофон» за пісню «Якщо ти зі мною».
З порушенням українського законодавства він гастролював в окупованому Росією Криму у 2016 році на фестивалі "Нова дитяча хвиля"в дитячому таборі «Артек» та у 2017 році у м. Севастополь.

## Особисте життя
У 2006 році Домінік одружився. У цьому шлюбі у нього двоє дітей. У 2014 році він розлучився.
На шоу «Битва хорів» він познайомився з Катериною Кокоріною, учасницею вищеназваного шоу, де Домінік був наставником команди з міста Барнаула.

## Творчість

### Дискографія
| * 2009 — Реальные люди | * 2009 — Реальные люди                                      | * 2009 — Реальные люди |
| #                      | Назва                                                       | Тривалість             |
| ---------------------- | ----------------------------------------------------------- | ---------------------- |
| 1.                     | «Бомба бит» (orig edit)                                     | 3:25                   |
| 2.                     | «Каждый мой выдох и вдох» (при участии Lil' Archi)          | 3:51                   |
| 3.                     | «Брошенный Богом»                                           | 3:58                   |
| 4.                     | «Боль это боль»                                             | 4:28                   |
| 5.                     | «Клубная зона» (совместно с ВИА «Сливки»)                   | 4:11                   |
| 6.                     | «Мама-Москва» (совместно с Дакота)                          | 3:10                   |
| 7.                     | «La Puta» (при участии Олега Газманова)                     | 3:05                   |
| 8.                     | «Мир, придуманный мной» (совместно с Настей Кочетковой)     | 3:41                   |
| 9.                     | «Мисс» (совместно с Lil' Archi)                             | 4:17                   |
| 10.                    | «Вибрации» (при участии Lil' Archi)                         | 3:40                   |
| 11.                    | «Реальные люди»                                             | 3:42                   |
| 12.                    | «Jocker-Party» (при участии Насти Кочетковой, Garage.Raver) | 3:40                   |
| 13.                    | «Не вернуться»                                              | 3:06                   |
| 14.                    | «Откуда ты такая»                                           | 3:28                   |
| 15.                    | «Простые вещи»                                              | 3:52                   |
| 16.                    | «Бомба бит» (RnDance edit)                                  | 3:05                   |
| 17.                    | «Мой мир» (совместно с NG)                                  | 3:20                   |
| 18.                    | «Шок» (совместно с An-Ya)                                   | 3:40                   |
| 19.                    | «Мой брат» (совместно с Тимати, Настей Кочетковой)          | 4:13                   |
| 20.                    | «Если это любовь» (при участии Республика Kids)             | 4:16                   |

| * 2015 — Дежавю | * 2015 — Дежавю                                 | * 2015 — Дежавю |
| #               | Назва                                           | Тривалість      |
| --------------- | ----------------------------------------------- | --------------- |
| 1.              | «Солнце взойдёт»                                | 3:04            |
| 2.              | «Буду я любить»                                 | 3:47            |
| 3.              | «Если ты со мной»                               | 3:43            |
| 4.              | «Небо напрокат» (feat Сацура)                   | 4:04            |
| 5.              | «Прощай (REMIX by Paul Vine)»                   | 3:04            |
| 6.              | «Это ты»                                        | 3:49            |
| 7.              | «Дышу тобой»                                    | 3:31            |
| 8.              | «Захочешь» (feat RAF & Killa Voice)             | 2:56            |
| 9.              | «Дежавю»                                        | 3:41            |
| 10.             | «Не со мной» (feat Джиган)                      | 3:20            |
| 11.             | «Лишь небо знает»                               | 3:19            |
| 12.             | «Спи, моя любовь» (feat Samoel)                 | 3:27            |
| 13.             | «Amaretto»                                      | 3:34            |
| 14.             | «Такая одна»                                    | 3:41            |
| 15.             | «Я люблю тебя, мама»                            | 3:56            |
| 16.             | «Следом за тобой»                               | 3:48            |
| 17.             | «Захочешь (REMIX by Paul Vine)»                 | 4:30            |
| 18.             | «Прощай»                                        | 3:29            |
| 19.             | «Дышу тобой (DANCE MIX by Michael Yousher)»     | 3:18            |
| 20.             | «Лишь небо знает (REMIX by Moscow Club Bangaz)» | 3:35            |
| 21.             | «Это ты (ELECTRO VERSION)»                      | 3:47            |
| 22.             | «Если ты со мной (REMIX by Paul Vine)»          | 3:08            |

У складі групи «2+2»
| * 1998 — Не прощай | * 1998 — Не прощай | * 1998 — Не прощай |
| #                  | Назва              | Тривалість         |
| ------------------ | ------------------ | ------------------ |
| 1.                 | «Шум дождя»        | 4:48               |
| 2.                 | «Не прощай»        | 3:07               |
| 3.                 | «Только ты»        | 3:52               |
| 4.                 | «Хей! Хоу!»        | 5:36               |
| 5.                 | «Попрыгунья»       | 3:53               |
| 6.                 | «Стоп, ди-джей»    | 3:47               |
| 7.                 | «Ты же знаешь»     | 2:48               |
| 8.                 | «Солнца свет»      | 4:05               |
| 9.                 | «Приходит зима»    | 4:33               |
| 10.                | «Когда-нибудь»     | 4:35               |
| 11.                | «Южная красавица»  | 4:43               |
| 12.                | «Время любить»     | 4:14               |

| * 2001 — Раз, два, три... | * 2001 — Раз, два, три...          | * 2001 — Раз, два, три... |
| #                         | Назва                              | Тривалість                |
| ------------------------- | ---------------------------------- | ------------------------- |
| 1.                        | «Раз, два, три...»                 | 4:11                      |
| 2.                        | «Гюльчинара»                       | 3:39                      |
| 3.                        | «Опустевший бульвар»               | 4:54                      |
| 4.                        | «Всё напоминает»                   | 3:28                      |
| 5.                        | «Девочка моей мечты»               | 3:04                      |
| 6.                        | «Мандалина»                        | 3:53                      |
| 7.                        | «До рассвета (школьный выпускной)» | 3:35                      |
| 8.                        | «Неверная любовь»                  | 3:47                      |
| 9.                        | «Не улетай»                        | 4:19                      |
| 10.                       | «Человек-понты»                    | 3:48                      |
| 11.                       | «Раз, два, три (Remix)»            | 4:40                      |
| 12.                       | «Раз, два, три (минусовка)»        | 4:40                      |
| 13.                       | «Гюльчинара (минусовка)»           | 3:06                      |
| 14.                       | «Откуда ты такая»                  | 4:39                      |
| 15.                       | «Опустевший бульвар (минусовка)»   | 4:54                      |

У складі групи «Банда»
| * 2004 — Новые люди | * 2004 — Новые люди            | * 2004 — Новые люди |
| #                   | Назва                          | Тривалість          |
| ------------------- | ------------------------------ | ------------------- |
| 1.                  | «Интро»                        | 1:29                |
| 2.                  | «Банда»                        | 4:12                |
| 3.                  | «Бэби»                         | 4:01                |
| 4.                  | «Ты для меня одна»             | 3:50                |
| 5.                  | «Плачут небеса»                | 4:09                |
| 6.                  | «Интерлюдия №1»                | 0:25                |
| 7.                  | «Рим, Париж»                   | 4:50                |
| 8.                  | «Мне нужен ты один»            | 4:22                |
| 9.                  | «Ромео и Джульетта»            | 3:43                |
| 10.                 | «Интерлюдия Мама»              | 0:31                |
| 11.                 | «Мама, я люблю тебя»           | 3:39                |
| 12.                 | «Автоответчик Банды»           | 4:54                |
| 13.                 | «Не любишь»                    | 3:34                |
| 14.                 | «Интерлюдия №2»                | 0:50                |
| 15.                 | «Моё сердце любить не устанет» | 0:35                |
| 16.                 | «Ты нужна мне»                 | 4:05                |
| 17.                 | «Как жаль»                     | 3:23                |
| 18.                 | «Против фонограммы»            | 4:12                |
| 19.                 | «О, Боже»                      | 4:09                |
| 20.                 | «Новые люди»                   | 3:37                |

### Сингли
- 2006 — Клубная зона (feat. ВИА «Сливки»)
- 2007 — Раскаты
- 2008 — Брошенный Богом
- 2008 — Бомба бит
- 2008 — Колледж (feat. Отпетые Мошенники)
- 2009 — Бомба бит (Dance Remix)
- 2010 — Мисс (feat. Lil' Archi)
- 2011 — Захочешь (feat. Raf & Killa Voice)
- 2011 — Если ты со мной
- 2011 — Если ты со мной (Paul Vine Remix)
- 2012 — Борисполь-Шереметьево (feat. Вадим Казаченко)
- 2012 — Прощай
- 2012 — Прощай (Paul Vine Remix)
- 2013 — Простые вещи
- 2013 — Дышу тобой
- 2014 — Лишь небо знает
- 2015 — Такая одна
- 2016 — Знаешь (feat. Катя Кокорина)
- 2016 — Где ты был (feat. Любовь Успенская)
- 2017 — Напополам

### Відеокліпи
- 2005 — Мой Бог (feat. Саша)
- 2007 — Ты не нашёл ответ (feat. Sitora)
- 2007 — Заморочки (feat. ВИА Сливки)
- 2007 — Небо № 7 (feat. Влад Топалов)
- 2008 — Забудь (feat. Хатуна)
- 2008 — Колледж (feat. Отпетые Мошенники)
- 2008 — Мой мир (feat. LIL' ARCHI)
- 2008 — Ромео и Джульетта (feat. Электра)
- 2009 — Если это любовь (feat. Республика KiDS)
- 2009 — Бомба бит
- 2010 — Мисс (feat. LIL' ARCHI)
- 2010 — Москва (feat. Жан Григорьев-Милимеров & Анна Рин)
- 2011 — Захочешь (feat. Raf & Killa Voice)
- 2011 — Реальные люди
- 2011 — Если ты со мной (Remix by Paul Vine)
- 2011 — Если ты со мной
- 2012 — Прощай
- 2013 — Простые вещи (USA Trip)
- 2014 — Лишь небо знает
- 2015 — Такая одна
- 2016 — Знаешь (feat. Катя Кокорина)

| Рік  | Кліп                            | Режисер         | Альбом          |
| ---- | ------------------------------- | --------------- | --------------- |
| 2006 | «Клубная зона» feat. ВИА Сливки | Олексій Голубєв | «Реальные люди» |
| 2007 | «Брошенный Богом»               | Олексій Голубєв | «Реальные люди» |
| 2014 | «Дышу тобой»                    | Олексій Голубєв | «Дежавю»        |

## Відеокліпи у складі групи 2+2
- 1998 — Шум дождя
- 1999 — Только ты
- 1999 — Гюльчинара
- 2001 — Раз, два, три
- 2001 — Опустевший бульвар

## Відеокліпи у складі групи Банда
- 2004 — Плачут небеса
- 2005 — Новые Люди
- 2005 — Допинг

## Нагороди та премії
- 2004 — Диплом лауреата телефестивалю «Пісня року»[3]
- 2005 — Диплом лауреата телефестивалю «Пісня року»
- 2006 — Диплом лауреата телефестивалю «Пісня року»
- 2007 — Диплом лауреата телефестивалю «Пісня року»
- 2009 — Медаль Міжнародного благодійного фонду «Меценати сторіччя»
- 2011 — Диплом лауреата телефестивалю «Пісня Року»
- 2012 — Національна музична премія «Золотий грамофон» за пісню «Якщо Ти Зі Мною»
- 2012 — Диплом програми «Червона зірка» за пісню «Якщо Ти Зі Мною»
- 2013 — Top Hit Music Awards, Переможець у номінації — Радиовзльот 2012!
- 2015 — Диплом лауреата телефестивалю «Пісня року»
- 2016 — Диплом лауреата телефестивалю «Пісня року»

## Фільмографія
- 2011 — Бій з тінню 3D: Останній раунд — в ролі самого себе (один з глядачів на боксерському матчі)
- 2012 — Без башні — ведучий
- 2013 — Універ. Нова общага — в ролі самого себе
- 2016 — Дах Світу — в ролі самого себе (співак на даху)